# Арне
Арне́ (фр. Arné, окс. Arnèr) — коммуна во Франции, находится в регионе Юг — Пиренеи. Департамент — Верхние Пиренеи. Входит в состав кантона Кастельно-Маньоак. Округ коммуны — Тарб.
Код INSEE коммуны — 65028.

## География

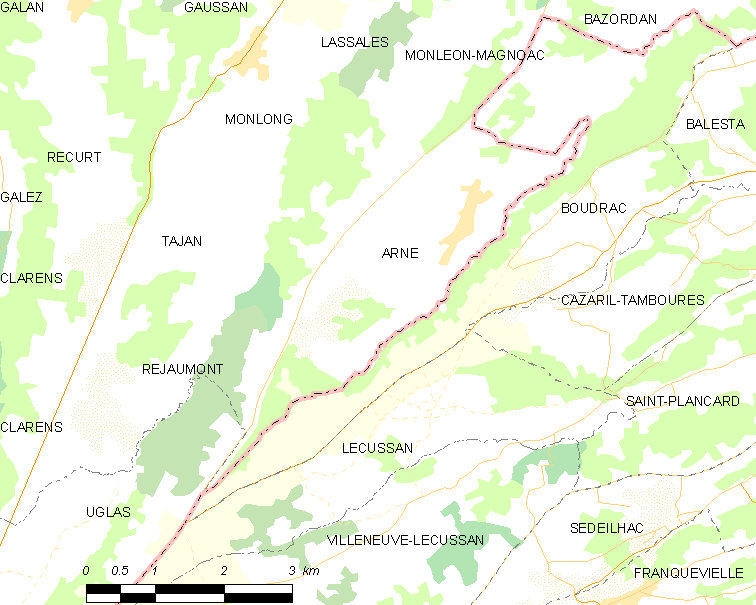
Карта коммуны

Коммуна расположена приблизительно в 650 км к югу от Парижа, в 90 км юго-западнее Тулузы, в 36 км к востоку от Тарба.
По территории коммуны протекают реки Жер, Жес, Арратс и Сье.

## Климат
Климат умеренно-океанический с солнечной тёплой погодой и обильными осадками на протяжении практически всего года.

## Население
Население коммуны на 2015 год составляло 214 человека, что на 5,42% больше по сравнению с 2010 годом.
| 1962 | 1968 | 1975 | 1982 | 1990 | 1999 | 2010 | 2011 | 2014 |
| ---- | ---- | ---- | ---- | ---- | ---- | ---- | ---- | ---- |
| 263  | 257  | 234  | 199  | 188  | 189  | 203  | 206  | 214  |

## Администрация
| Период | Период | Фамилия      |
| ------ | ------ | ------------ |
| 2001   | 2014   | Арман Тузан  |
| 2014   | 2020   | Моник Мартен |

## Экономика
В 2010 году среди 127 человек трудоспособного возраста (15-64 лет) 88 были экономически активными, 39 — неактивными (показатель активности — 69,3 %, в 1999 году было 60,3 %). Из 88 активных жителей работали 84 человека (46 мужчин и 38 женщин), безработных было 4 (2 мужчин и 2 женщины). Среди 39 неактивных 12 человек были учениками или студентами, 16 — пенсионерами, 11 были неактивными по другим причинам.

## Достопримечательности
- Курган (тумулус) Глот (железный век, бронзовый век). Исторический памятник с 1968 года[4]
- Курган (тумулус) Шуртигад (железный век, бронзовый век). Исторический памятник с 1968 года[5]